# Pallacanestro Treviso 1993-1994
Roster Benetton Pallacanestro Treviso 1993/94
| Num. | Naz.                   | Nome                 |
| ---- | ---------------------- | -------------------- |
| 4    | Italia (bandiera)      | Giancarlo Marcaccini |
| 5    | Italia (bandiera)      | Monte Marcaccini     |
| 6    | Italia (bandiera)      | Massimo Iacopini     |
| 7    | Italia (bandiera)      | Riccardo Pittis      |
| 8    | Stati Uniti (bandiera) | Winston Garland      |
| 9    | Italia (bandiera)      | Maurizio Ragazzi     |
| 10   | Italia (bandiera)      | Nino Pellacani       |
| 11   | Italia (bandiera)      | Roberto Chiacig      |
| 12   | Italia (bandiera)      | Alberto Vianini      |
| 13   | Italia (bandiera)      | Germán Scarone       |
| 15   | Italia (bandiera)      | Stefano Rusconi      |
| 16   | Stati Uniti (bandiera) | Pace Mannion         |
|      | Stati Uniti (bandiera) | Rafael Addison       |

Allenatore: Fabrizio Frates